# Malika Haimeur
Malika Haimeur Liéto (Le Rove, 7 de septiembre de 1956) es una ingeniera y química francesa. Obtuvo el premio Irène Joliot-Curie, categoría mujer empresaria en 2009, que reconoce las carreras ejemplares de las mujeres científicas de excelencia.

## Biografía
Nació en Le Rove, en el departamento de Bocas del Ródano. Realizó el bachillerato científico y luego obtuvo una licenciatura y una maestría en química. En 1984 se graduó de ingeniera en el Instituto de Petroquímica y Síntesis de Productos Químicos Industriales, que actualmente es la École Centrale de Marseille. En ese mismo año, ingresó en el laboratorio para el desarrollo de procesos químicos del grupo Rhône-Poulenc. Después de una carrera en Investigación y Desarrollo dentro del grupo Rhône Poulenc, que se convertirá en Aventis y posteriormente en Sanofi Aventis, dirigió los sitios de producción de Mourenx (Pirineos Atlánticos) y Sisteron (Alpes de Haute-Provence) del grupo farmacéutico Sanofi. Fue designada responsable de la fabricación de ingredientes activos para medicamentos como Plavix, con mil empleados a cargo. En 2011, fue ascendida a vicepresidenta del sector de investigación y desarrollo del grupo Sanofi, puesto que ocupó hasta 2015.
En 2009 el Ministerio de Educación Superior e Investigación de Francia le otorgó el premio Irène Joliot-Curie en su octava edición, que reconoce el lugar de las mujeres en la investigación y la tecnología en Francia y las carreras ejemplares de las mujeres científicas de excelencia. Como ganadora recibió 10 000 euros. Por este premio señaló que «las mujeres no están muy presentes en los círculos industriales, mientras que representan la mitad de la matrícula en las escuelas de química. ¿Por qué?» Según ella, «esto es principalmente una cuestión de autocensura. Todo es posible: Tienes que realizar tus sueños, pero tienes que darte los medios».
Desde junio de 2017 es la presidenta de la junta directiva de la Escuela Nacional Superior de Química de Rennes. En abril de 2018 ingresó al comité de administración del grupo Savencia.

## Premios y reconocimientos
- 2008 : Caballero de la Orden Nacional del Mérito.[8]
- 2009 : Premio Irène Joliot-Curie, categoría mujer empresaria.[9]
- 2012 : Caballero de la Orden Nacional de la Legión de Honor.[10]